# Parapegomyia connexa
Parapegomyia connexa är en tvåvingeart som först beskrevs av Stein 1920.  Parapegomyia connexa ingår i släktet Parapegomyia och familjen blomsterflugor. Inga underarter finns listade i Catalogue of Life.